# سقوط الرسغ
سُقُوطُ الرُّسُغ (بالإنجليزية: Wrist drop) المعروف أيضًا باسم شلل العصب الكعبري، هو حالة فقدان الشخص قدرته على فرد المعصم الذي يعلق بشكل رخو. ولإثبات سقوط الرسغ، يكون الذراع والساعد موازيين الأرض وظهر اليد مواجهًا السقف، مع السماح لليد بوضع واضح بحيث تشير الأصابع للأسفل. حينها لن يكون الشخص المصاب بسقوط الرسغ قادرًا على الانتقال من هذا الوضع لجعل الأصابع تشير نحو السقف للأعلى.

## تشريح الساعد
في التشريح، الساعد هو جزء الجسم الذي يمتد من المرفق إلى المعصم ولا ينبغي الخلط بينه وبين الذراع الذي يمتد من الكتف إلى الكوع. العضلات الباسطة في الساعد هي العَضَلَةُ الزَّنْدِيَّةُ الباسِطَةُ للرُّسُغ والعَضَلَةُ الباسِطَةُ لِلخِنْصَر والعَضَلَةُ الباسِطَةُ للأَصابِع والعَضَلَةُ الباسِطَةُ للسَّبَّابَة والعَضَلَةُ الكُعْبُرِيَّةُ القَصيرَةُ الباسِطَةُ للرُّسْغ والعَضَلَةُ الكُعْبُرِيَّةُ الطَّويلَةُ الباسِطَةُ للرُّسُغ. تتغذى هذه العضلات الباسطة بواسطة العصب الخلفي بين عظمي الساعد، وهو فرع من العصب الكعبري. وتتغذى عضلات أخرى في الساعد أيضًا من العصب الكعبري وهي العضلة الباسطة والعَضَلَةُ القَصيرَةُ الباسِطَةُ لإِبْهَامِ اليَد والعَضَلَةُ الطَّويلَةُ الباسِطَةُ لإِبْهام اليَد والعَضَلَةُ الطَّويلَةُ المُبَعِّدَةُ لإِبْهَامِ اليَدِ. لاحظ أن جميع هذه العضلات تقع في النصف الخلفي من الساعد (في الوضع التشريحي).
أيضًا تتغذى كل من العَضَلَةُ العَضُدِيَّةُ الكُعْبُرِيَّة والعَضَلَةُ المِرْفَقِيَّة والعَضَلَةُ الثُّلاثِيَّةُ الرُّؤوسِ العَضُدِيَّة والعَضَلَةُ الكُعْبُرِيَّةُ الطَّويلَةُ الباسِطَةُ للرُّسُغ من الفروع العضلية للعصب الكعبري في الذراع.

## الأسباب

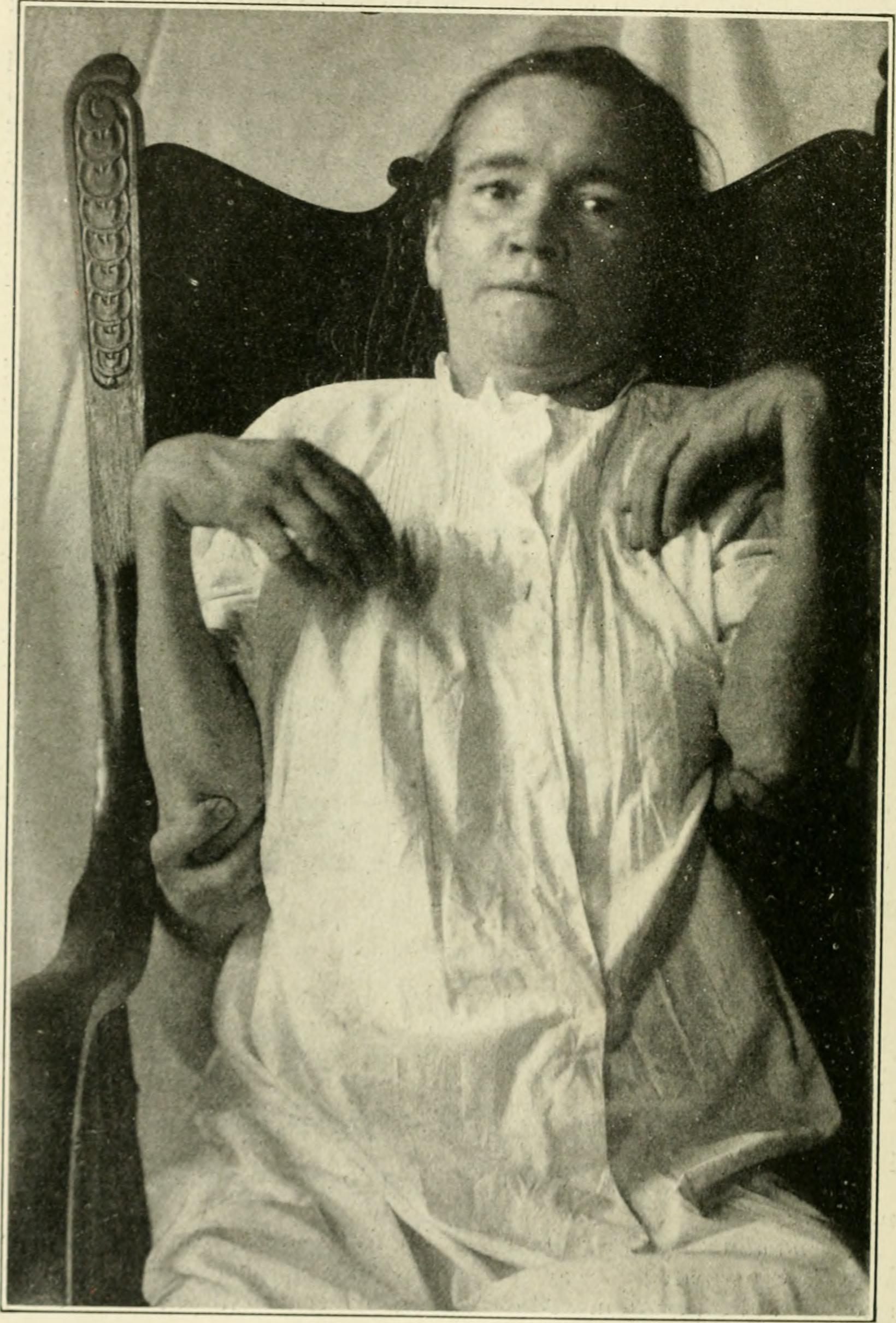
سقوط الرُّسغ، مجلة الأمراض العصبية والعقلية (1874)

يتم فرد المعصم عن طريق عضلات الساعد والتي تنقبض وتسحب الأوتار أسفل المعصم. إذا كانت الأوتار والعضلات أو الأعصاب التي تغذي هذه العضلات لا تعمل كما ينبغي، قد يحدث سقوط الرسغ. قد تؤدي المواقف التالية إلى سقوط الرسغ:
قد تؤدي الجروح الطاعنة في الصدر عند أو تحت الترقوة إلى سقوط الرسغ. العصب الكعبري هو الفرع النهائي للحبل الخلفي من الضفيرة العضدية. قد يدمر الجرح الطاعن الحبل الخلفي ويؤدي إلى العجز العصبي بما في ذلك عدم القدرة على إبعاد الكتف أول 15 درجة وعدم القدرة على تمديد الساعد وانخفاض القدرة على بسط اليد وانخفاض القدرة على إبعاد الإبهام وفقدان الإحساس من السطح الخلفي للذراع واليد.
يمكن أن يُدمَّر العصب الكعبري إذا تم كسر عظم العضد، لأنه يمر عبر التلم الكعبري (تلم العصب الكعبري) على الحدود الجانبية للعظم جنبًا إلى جنب مع الشريان العضدي العميق.
يرتبط سقوط الرسغ أيضًا مع التسمم بالرصاص بسبب تأثير الرصاص على العصب الكعبري.
الإصابات المستدامة للعصب سبب شائع إما عن طريق الحركة المتكررة أو الضغط الخارجي على مسار العصب الكعبري كما هو الحال في الاستخدام المطول للعكازات أو الاتِّكاء على المرفقين. ولهذا السبب يُشار أحيانًا إلى شلل العصب الكعبري باسم شلل العكاز وشلل ليلة السبت (في بعض البلاد عندما ينام الأشخاص بعد تناول الكحول ليلة السبت على الجزء الخلفي من الذراع مضغوطًا على ظهر الكرسي).
يمكن أن ينجم شلل الكعبري عن الممارسة التي تتم حاليًا لتصحيح خلع الكتف من خلال وضع القدم في إبط الشخص وسحب الذراع في محاولات لانزلاق عظم العضد مرة أخرى إلى الجوف الحقاني في لوح الكتف.
(1) ضعف العَضَلَةُ العَضُدِيَّةُ الكُعْبُرِيَّة وتمديد الرسغ وانثناء الأصابع = إصابة العصب الكعبري
(2) ضعف تمديد الإصبع والانحراف الكعبري من المعصم عند التمديد = إصابة العصب الخلفي بين عظمي الساعد
(3) ضعف العضلة ثلاثية الرؤوس والعضلات الباسطة والمُثنية للأصابع = إصابة العصب الرقبي السابع والثامن
(4) الضعف العام في الطرف العلوي والذي يكون ملحوظًا في العضلة الدالية والعضلة ثلاثية الرؤوس وبسط المعصم وبسط الإصبع = الآفة القشرية النخاعية

## التشخيص
يتم عمل دراسات سرعة توصيل العصب لعزل وتأكيد العصب الكعبري كمصدر للمشكلة. وتشمل اختبارات الفحص الأخرى عدم القدرة على بسط الإبهام. يمكن للتصوير الشعاعي العادي أن يساعد في تحديد نتوءات العظام والكسور التي قد تصيب العصب. وفي بعض الأحيان يُطلَب التصوير بالرنين المغناطيسي لتمييز الأسباب الخفية.

## العلاج
يشمل العلاج الأولي عمل جبيرة للمعصم لدعمه مع الطب التقويمي والعلاج الطبيعي والعلاج المهني. في بعض الحالات، قد يكون هناك ما يبرر الاستئصال الجراحي للعظام أو غيرها من العيوب التشريحية التي قد تكون مرتطمة بالعصب. إذا كانت الإصابة نتيجة ضغط من الاستخدام المطول للعكازات المجهزة بشكل غير مناسب أو آليات أخرى مماثلة للإصابة، فستظهر أعراض سقوط الرسغ على الأرجح بشكل تلقائي خلال 8-12 أسبوعًا.

## روابط خارجية
- درسٌ تشريحي حول clinicalconsiderations مُعدٌ بواسطة ويسلي نورمان (جامعة جورجتاون).